# یواس‌اس کانتنت (اس‌پی-۵۳۸)
یواس‌اس کانتنت (اس‌پی-۵۳۸) (به انگلیسی: USS Content (SP-538)) یک کشتی بود که طول آن ۷۴ فوت ۰ اینچ (۲۲٫۵۶ متر) بود. این کشتی در سال ۱۹۱۲ ساخته شد.